# Покаянная любовь
«Покаянная любовь» — российский фильм 2003 года режиссёра Василия Панина по рассказу Льва Толстого «Дьявол».

## Сюжет
Молодой и холостой барин Евгений Иртенев приезжает к своей овдовевшей матушке, чтоб заняться имением. Чтобы не быть одному он просит старого деревенского сводника познакомить его с какой-нибудь одинокой молодой бабой, солдаткой, аль вдовушкой. Он начинает встречаться с крестьянкой Степанидой — из тех, кого в народе величают «соломенными вдовами»: муж на отходничестве в городе кучером служит, а она одна в деревне живёт. Вскоре Иртенев женится на соседской дворянской девушке Лизе, красивой, умной, скромной. Женится по любви. Но его всё тянет к блудливой крестьянке. Но и та всерьёз полюбила барина, и хотя муж из города вернулся, ищет тайных встреч с Иртеневым, который не в силах удержаться от греховного соблазна.

## В ролях
- Александр Лырчиков — Евгений Иртеньев
- Анастасия Колпикова — Степанида
- Ирина Скобцева — Марья Петровна Иртенева
- Людмила Хитяева — Варвара Алексеевна Анненская
- Юрий Соломин — Роман Саввич
- Лев Дуров — Данила
- Мария Глазкова — Лиза Анненская
- Раиса Рязанова — няня Дуняша
- Александр Пятков — Думчин, конезаводчик
- Александр Вершинин — Сидор Печников
- Григорий Дунаев — Тихон Захарович, приказчик
- Иван Тюрин — отец Сидора
- Ольга Исакина — мать Сидора
- Ваня Толстой — сын Иртеньева
- Ирина Фёдорова -крестьянка-прачка
- Юрий Егоров — официант в кабаке
- Вячеслав Кузнецов — священник
- Арам Григорян — цыганский барон
- Ирина Ефремова — молодая цыганка
- Олег Хабалов — старый цыган

## Съёмки
Съёмки фильма велись в усадьбе Льва Толстого Ясной Поляне, отдельные сцены в усадьбе в Богородицке.

## Критика
Киновед Сергей Кудрявцев оценил фильм по нижней планке — 1 балл из 10 возможных. В одной из рецензий фильм характеризовался как снятый на любительском уровне, напоминающий старые чёрно-белые фильмы, наивный до абсурда. При этом актриса Людмила Хитяева, игравшая в фильме, в одном из интервью отмечала спешку при съёмках и низкий уровень режиссуры — актёрам не было предоставлено время на репетиции и даже на заучивание текстов ролей.

## Фестивали и награды
- 2004 — IV Телекинофорум «Вместе» — приз «За актёрскую работу» актрисе Анастасии Колпиковой.